# 硫酸亚铬
硫酸亚铬是一种无机化合物，化学式为CrSO4。它可由乙酸亚铬与硫酸盐反应制得。它是有机化学中的一种还原剂，可将共轭碳碳双键还原为单键。